# Saifur Rahman

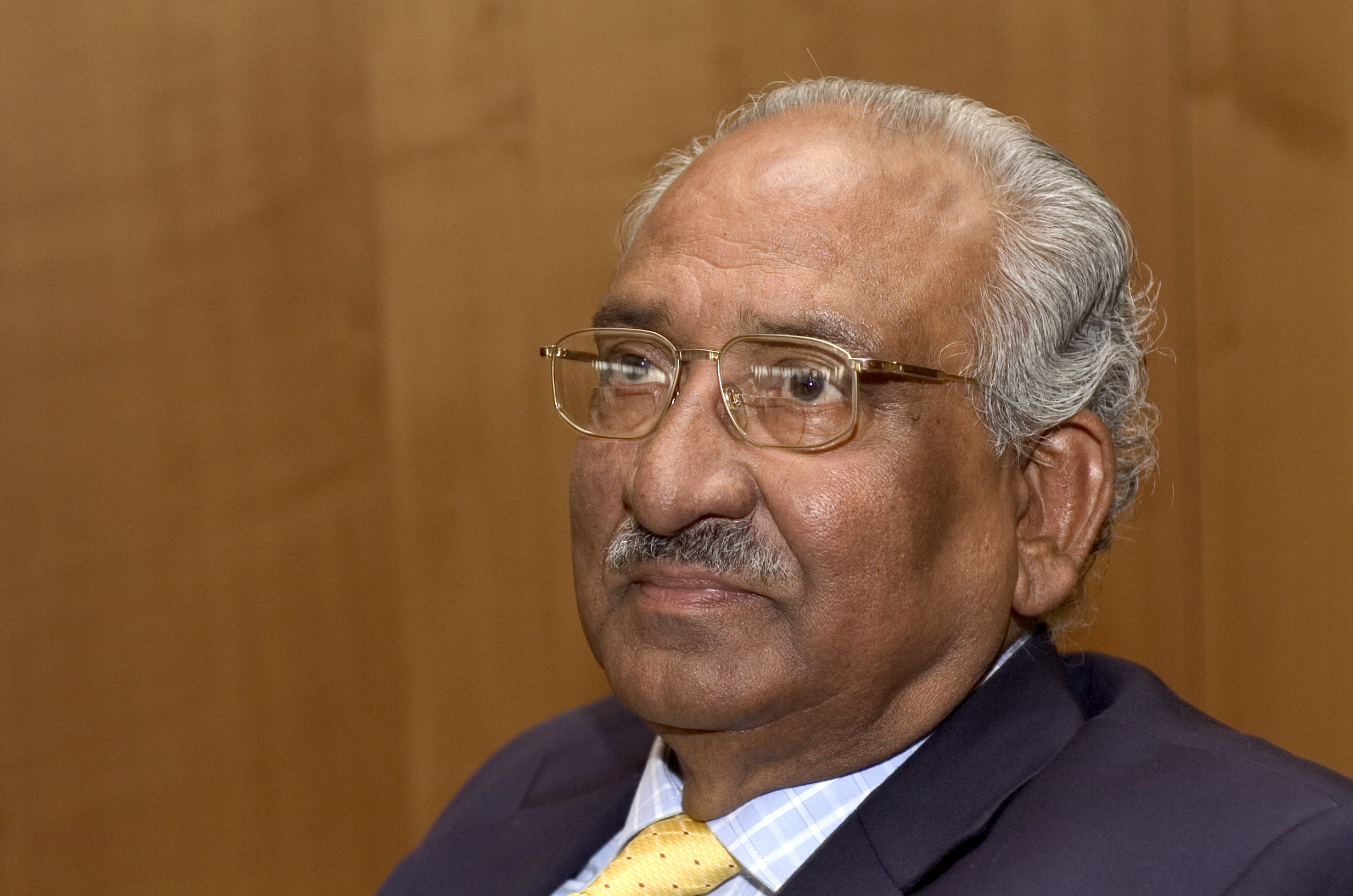
Saifur Rahman, 2005

Mohammad Saifur Rahman (Bengalisch: সাইফুর রহমান, Sāiphur Rahamān; * 6. Oktober 1932 im Dorf Bahar Mordon, Sylhet; † 5. September 2009 in Ashuganj, Chittagong) war ein bangladeschischer Politiker. Er war Führer der Bangladesh Nationalist Party und hatte die längste Amtszeit als Finanzminister in Bangladesch.

## Ausbildung
Saifur Rahman war ein Teilnehmer der Sprachenbewegung 1952. Er ging zur University of Dhaka und graduierte mit einem Bachelor 1953. Später studierte er in London, England bis 1958. Rahman wurde Spezialist in Geldpolitik, Fiskalpolitik und Entwicklungswirtschaft.
Er war Präsident des Institute of Chartered Accountants of Bangladesh und Präsident von Bangladesh Jatishangha Samiti. Rahman trat einer politischen Partei 1977 bei, der Jatiyatabadi Ganatantrik Dal, einer Koalition des späteren Präsidenten Ziaur Rahman, die dann 1978 zur Bangladesh Nationalist Party wurde.

## Politische Karriere
Seit 1978 war Rahman Mitglied der Bangladesh Nationalist Party (BNP). Rahman wurde zum Finanzminister der ersten BNP Regierung unter Ziaur Rahman ernannt und war dies bis 1980. Später war er nochmals Finanzminister vom 15. Februar 1996 bis zum 29. Dezember 2008. In dieser Zeit machte er 12 Budgetplanungen in seinem Land und pries die Öffnung der Wirtschaft von Bangladesch für andere Länder in den frühen 1990er Jahren. Sein Vorgänger als Finanzminister von Bangladesch war Azizur Rahman, sein Nachfolger Syed Mohsin Ali.

## Familie und Tod
Saifur Rahman hatte drei Söhne und eine Tochter. Seine Frau, Duree Samad Rahman, starb 2003 an Krebs. Einer seiner Söhne, M. Naser Rahman, ist ebenfalls in der Politik tätig. Saifur Rahman starb bei einem Autounfall auf dem Heimweg im Brahmanbaria District auf der Fahrt von Dhaka nach Maulvibazar.